# 장생포선
장생포선(長生浦線)은 울산광역시의 태화강역에서 장생포역까지를 잇는 총연장 3.6km인 한국철도공사의 철도 노선이다. 동해선의 지선이다. 유류화물을 주로 취급하는 화물 전용 노선이며, 2018년 유류화물을 취급하던 SK 에너지에서 철도를 통한 유류화물수송을 중단하면서 2018년 1월 19일부로 운행을 종료했다.

## 연혁
- 1952년 9월 25일 : 야음 ~ 장생포 간 노선 신설[1]
- 일자 불명 : 울산 ~ 장생포 간으로 변경
- 1968년 1월 21일 : 야음 ~ 장생포 간으로 변경[2]
- 일자 불명 : 울산 ~ 장생포 간으로 변경[3]
- 1992년 8월 20일 : 울산도심구간 철도이설 완공으로 인해 이설, 달리역 및 야음역 폐지[4]
- 2017년 12월 18일 :  울산역에서 태화강역(太和江驛)으로 변경[5]
- 2018년 1월 19일 : 열차 운행 종료
- 2018년 5월 18일 : 일부 구간 선로 철거 완료[6]
- 2019년 4월 17일 : 철도 노선번호 변경에 따라 31104로 변경[7]
- 2024년 6월 28일: 폐선[8]

## 역 목록
| 역명   | 로마자 역명 | 한자 역명 | 역간거리 (km) | 영업거리 (km) | 접속 노선       | 소재지     | 소재지 | 비고   |
| ------ | ----------- | --------- | ------------- | ------------- | --------------- | ---------- | ------ | ------ |
| 태화강 | Taehwagang  | 太和江    | 0.0           | 0.0           | 동해선 울산항선 | 울산광역시 | 남구   |        |
| 야음   | Yaum        | 也音      | -             | -             |                 | 울산광역시 | 남구   | (폐역) |
| 장생포 | Jangsaengpo | 長生浦    | 3.6           | 3.6           |                 | 울산광역시 | 남구   | (폐역) |